# Muckish Mountain SAC
Muckish Mountain SAC este o arie protejată (sit de importanță comunitară — SCI) din Irlanda întinsă pe o suprafață de 1.522,15 ha, integral pe uscat.

## Localizare
Centrul sitului Muckish Mountain SAC este situat la coordonatele 55°06′25″N 7°59′36″W / 55.107063°N 7.993322°V.

## Înființare
Situl Muckish Mountain SAC a fost declarat sit de importanță comunitară în noiembrie 1997 pentru a proteja 1 specie de animale.

## Biodiversitate
Situată în ecoregiunea atlantică, aria protejată conține 7 habitate naturale: Ape oligotrofe din câmpii nisipoase, cu un conținut foarte redus de minerale (Littorelletalia uniflorae), Pajiști umede nord-atlantice cu Erica tetralix, Pajiști uscate europene, Pajiști alpine și boreale, Turbării de acoperire (* exclusiv pentru turbării active), Grohotișuri silicioase de la nivelul montan până la nivelul zăpezii (Androsacetalia alpinae și Galeopsietalia ladani), Pante stâncoase silicioase cu vegetație casmofită.
La baza desemnării sitului se află o specie protejată de  păsări: șoim călător (Falco peregrinus).
Pe lângă speciile protejate, pe teritoriul sitului au mai fost identificate 2 specii de plante.